# Федулова Катерина Олегівна
Катерина Олегівна Федулова (нар.. 5 листопада 1979, Люберці Московської області) — російська актриса театру і кіно.

## Біографія
Катерина Федулова народилася 5 листопада 1979 року в Люберцях.
Випускниця акторського факультету Міжнародного слов'янського інституту в 2004 році. Працювала в Царицинському театрі юного глядача. Батько Катерини — художник, мати — інженер-технолог. В дитинстві думала стати лісником. Одного разу сестра повела Катерину на кінопроби і пізніше вона була затверджена на роль у фільмі режисера з Угорщини «Свистун».

## Визнання і нагороди
- Кінонагороди Mtv 2007 — Найкраща жіноча роль (Маша — «Пітер FM»)

## Творчість

### Ролі в театрі
- «Вчитися, вчитися, вчитися…»
- «Верх тормашки»
- «Москва — Відкрите місто»

### Фільмографія
1. 1993 — Свистун
2. 2000 — 2006 — Марш Турецького
3. 2002 — Російські амазонки — Маша
4. 2005 — Туристи — Маша
5. 2005 — Казус Кукоцького — друга Валя
6. 2006 — Пітер FM — Маша
7. 2007 — Сорок — Настя
8. 2007 — Спокуса — Женя, дівчина Саші
9. 2009 — Гувернантка — Ніна
10. 2009 — Десантура. Ніхто, крім нас — Наташа, подруга Юлії, наречена Суморокова
11. 2009 — Ласкавий травень — Ліля, дівчина Андрія Разіна
12. 2009 — Лапочки — Рита, слідчий
13. 2011 — Ніч на заході літа — Конні (озвучування)
14. 2011 — Повернення додому — Саша
15. 2011 — Операція «Горгона» — Люба Комарова
16. 2011 — Випереджаючи постріл — Голікова Ірина
17. 2013 — Кур'єр з раю
18. 2014 — Розкоп
19. 2015 — Тимчасово недоступний — Валерія Івлєва
20. 2016 — До тещі на млинці — Марина
21. 2017 — Це наші діти — Ольга

### Зйомки у кліпах
- Трохим, кліп на пісню «Розумниця»